# Metallhantverk från Bidar

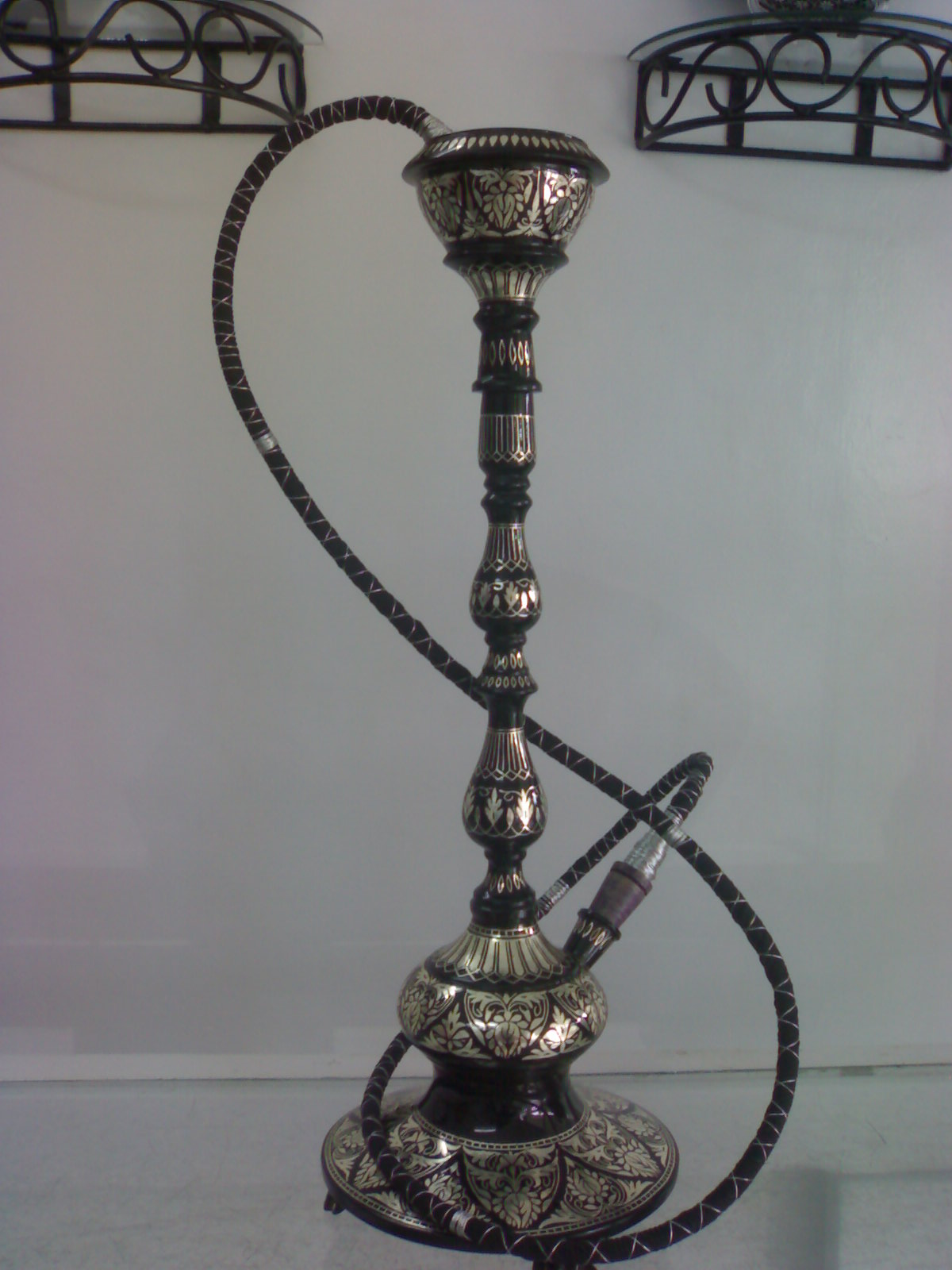
Metallhantverk från Bidar.

Metallhantverk från Bidar togs fram under 1300-talet under Bahmanisultanatets styre. Metallhantverket som symboliserar välstånd har sitt ursprung från staden Bidar där den än i dag tillverkas och utgör en viktig exportvara. Metallen består av en svärtad legering av zink och koppar inlagd med tunna lager rent silver.